# لافينو مومبيلو
لافينو مومبيلو هي منطقه (بلدية) في مقاطعة فاريزي في منطقة لومباردي الإيطالية، وتقع على بعد حوالي 75 كيلومتر (47 ميل) شمال غرب ميلانو وحوالي 25 كيلومتر (16 ميل) شمال غرب فاريزي. اعتبارًا من 31 ديسمبر 2004، كان عدد سكانها 8991 نسمة وتبلغ مساحتها 25.9 كيلومتر مربع (10.0 ميل2). يقع عند سفح ساسو ديل فيرو.

## تاريخ
يأتي اسم لافينو من فئتين: الأولى مشتقة من الكلمة اللاتينية "labes" وتعني «الانهيار الأرضي». اما في الطوائف الثانية من الجنرال الروماني تيتوس لابينوس، الذي يعطي اسمه إلى الميناء (البرتغالي لابينوس) ثم إلى المنطقة المحيطة. في الواقع يقع راديكس الاسم في الطريق الرئيسي للمدينة، عبر لابيينا. يعتبر تيتوس لابينوس مسؤولاً عن تسمية مومبيلو أيضًا، بعد معركة ضد الإغريق («مونس بيلي» تعني «تلة الحرب»). هناك تفسير مختلف يقول أن المعنى هو «مونتي بيلو»، أي «التل الجميل».
في القرن التاسع عشر، كانت مدينة لافينو مومبيلو موطنًا للصناعات الخزفية المهمة. واليوم، هي مدينة ساحلية تربط مقاطعة فاريزي بفيربانيا وجزر بورومين الشهيرة عبر بحيرة ماجوري.
تم تشكيل البلدية في عام 1927 لتشمل المراكز المنفصلة سابقًا في لافينو ومومبيلو وسيرو.
تقع لافينو مومبيلو على حدود البلديات التالية: كارافيت وكاستلفيكا وسيتيجليو وغيف وليجيونو وسانجيانو. تقع ستريسا وفيربانيا أمام المدينة عبر البحيرة.

## المواصلات
تخدم لافينو مومبيلو محطة سكة حديد لافينو مومبيلو، التي تديرها ريتي فيروفياريا ايطاليا، ومحطة سكة حديد لافينوـمومبيلو نورد، التي تديرها فيروفينورد. تربط عبّارة السيارة المدينة بإنترا (فيربانيا) على الجانب الغربي من لاغو ماجوري.

## روابط خارجية
- ريجيون لومبارديا (لافينو)
- LagoMaggiore.net/laveno-mombello
- Laveno on Lake Maggiore - معرض الصور. نسخة محفوظة 8 ديسمبر 2024 على موقع واي باك مشين.